# 圣多南
圣多南（法語：Saint-Donan，法語發音：[sɛ̃ dɔnɑ̃]）是法国阿摩尔滨海省的一个市镇，位于该省中部，属于圣布里厄区。

## 地理
圣多南（48°28'11"N, 2°53'7"W）面积22.92 平方千米，位于法国布列塔尼大區阿摩尔滨海省，该省份为法国西北部沿海省份，位于布列塔尼半岛北部，北濒大西洋英吉利海峡，西接菲尼斯泰尔省，南至莫尔比昂省，东临伊勒-维莱讷省。
与圣多南接壤的市镇（或旧市镇、城区）包括：普莱尔讷夫、科伊尼亚克、勒弗伊、拉梅欧贡、普莱讷欧特、普卢弗拉冈、普卢瓦拉。
圣多南的时区为UTC+01:00、UTC+02:00（夏令时）。

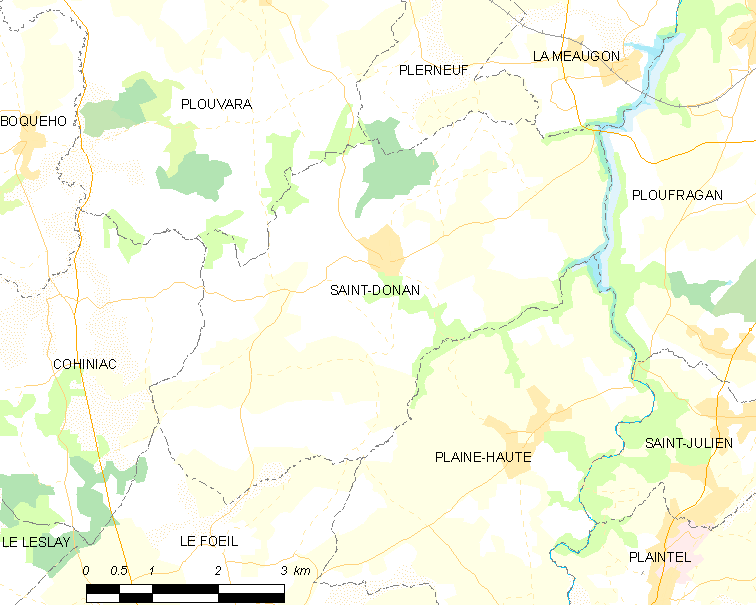
圣多南的OSM定位图

## 行政
圣多南的邮政编码为22800，INSEE市镇编码为22287。

## 政治
圣多南所属的省级选区为普卢弗拉冈县。

## 交通
阿摩尔滨海省省道D45线经过市中心。

## 人口

1962-2008年间圣多南人口变化图示

圣多南于2022年1月1日时的人口数量为1467人。